# Karlheinz Böhm
Karlheinz Böhm, född 16 mars 1928 i Darmstadt i Hessen, död 29 maj 2014 i Grödig i förbundslandet Salzburg, var en österrikisk-tysk skådespelare. Böhm medverkade i 45 filmer och är bland annat känd för sin roll som kejsare Frans Josef I av Österrike i Sissi-filmtrilogin (1955–1957) och som Mark, den psykopatiska huvudrollen i Peeping Tom – en smygtittare (1960), i regi av Michael Powell.
Böhm var gift med Elisabeth Zonewa mellan 1954 och 1957, de fick dottern Sissy 1955. Åren 1958–1962 var han gift med Gundula Blau, och mellan 1963 och 1980 med den polska skådespelaren Barbara Kwiatkowska-Lass. Sitt fjärde äktenskap ingick han med Almaz Böhm 1991. De fick tillsammans två barn, Nicolas (f. 1990) och Aida (f. 1993). Böhm hade ytterligare barn från tidigare äktenskap, däribland skådespelaren Katharina Böhm (f. 1964). 
Karlheinz Böhm bodde i Grödig, nära Salzburg, fram till sin död i maj 2014. Han blev 86 år och är begravd i Salzburg.

## Filmografi i urval
- 1954 – Evig är kärleken
- 1954 – Den heliga lögnen
- 1955 – Sommarflickan
- 1955 – Sissi
- 1956 – Sissi – den unga kejsarinnan
- 1957 – Sissi – älskad kejsarinna
- 1958 – Jungfruburen
- 1960 – Peeping Tom – en smygtittare
- 1960 – För het att ta på
- 1961 – De fyra ryttarna
- 1962 – Bröderna Grimms underbara värld
- 1967 – Vår man i Venedig
- 1974 – Effi Briest
- 1975 – Frihetens nävrätt
- 1975 – Mamma Küsters himmelsfärd
- 1996 – Alpdoktorn (TV-serie)
- 2009 – Upp (röst, tysk dubbning)